# Одонтобутовые
Одонтобутовые (лат. Odontobutidae) — семейство лучепёрых рыб отряда Gobiiformes. Распространены в пресных водах бассейна Южно-китайского моря и северо-западной Пацифики.

## Классификация
В состав семейства включают 6 родов и 21 вид.
- Род Micropercops Fowler et Bean, 1920 — Микроперкопсы, или малые окуни[3]
  - Micropercops borealis Nichols, 1930
  - Micropercops cinctus (Dabry de Thiersant, 1872)
  - Micropercops dabryi Fowler et Bean, 1920
  - Micropercops swinhonis (Günther, 1873)
- Род Neodontobutis Chen, Kottelat et Wu, 2002
  - Neodontobutis aurarmus (Vidthayanon, 1995)
  - Neodontobutis hainanensis (Chen, 1985)
  - Neodontobutis macropectoralis (Mai, 1978)
  - Neodontobutis tonkinensis (Mai, 1978)
- Род Odontobutis Bleeker, 1874 — Одонтобутисы, или зубастые бутисы[3]
  - Odontobutis haifengensis Chen, 1985
  - Odontobutis hikimius Iwata et Sakai, 2002
  - Odontobutis interrupta Iwata et Jeon, 1985
  - Odontobutis obscura (Temminck et Schlegel, 1845) — Тёмный одонтобутис, или тёмный зубастый бутис[3]
  - Odontobutis platycephala Iwata et Jeon, 1985
  - Odontobutis potamophila (Günther, 1861)
  - Odontobutis sinensis Wu, Chen et Chong, 2002
  - Odontobutis yaluensis (Wu, Wu et Xie, 1993)
- Род Perccottus Dybowski, 1877 — Головешки
  - Perccottus glenii Dybowski, 1877 — Ротан
- Род Sineleotris Herre, 1940
  - Sineleotris chalmersi (Nichols et Pope, 1927)
  - Sineleotris namxamensis Chen et Kottelat, 2001
- Род Terateleotris (Shibukawa, Iwata et Viravong, 2001)
  - Terateleotris aspro (Kottelat, 1998)